# رضا بوشهری
رضا بوشهری (حدود ۱۲۷۰ - دی ۱۳۵۰) بازرگان، سناتور، عضو اتاق بازرگانی تهران و یک دوره نماینده مجلس شورای ملی بود.
پدرش حاج محمد معین‌التجار بوشهری از سرمایه داران بزرگ حاشیه خلیج فارس بود. رضا بوشهری فرزند ارشد حاج محمد معین‌التجار بوشهری، تحصیلات مقدماتی خود را در تهران و تحصیلات عالیه را در رشته علوم اقتصاد در دانشگاه آکسفورد انگلستان انجام داده است.

مدتی در آلمان تجارت می‌کرد و همسر آلمانی گرفت. در انتخابات مجلس شورای ملی در سال ۱۳۰۹ به جای برادرش جواد از تهران به نمایندگی انتخاب شد (دوره هفتم).
رضا بوشهری پس از جنگ جهانی اول اقدام به احیای صنعت نوغان و ابریشم ایران نموده و مدتی ریاست شرکت ابریشم را برعهده داشت و در دوره نهم مجلس شورای ملی با سمت نمایندگی انجام وظیفه می‌نمود.
پس از چندین سال اقامت در آلمان، که به امر صادرات و بازرگانی ایران اشتغال داشت، به ایران مراجعت نمود و ابوالحسن ابتهاج، مدیرعامل سازمان برنامه، ایشان را دعوت به همکاری در سازمان نمود و با سمت عضویت در شورای عالی سازمان برنامه انجام وظیفه می‌نمود.

رضا بوشهری به درستکاری شهرت داشت. پس از آنکه پسرش مهدی با اشرف پهلوی ازدواج کرد، هم تجارتش رونق گرفت و هم به سناتوری رسید. او در دوره‌های چهارم تا ششم، نماینده تهران در مجلس سنا بود و در سال ۱۳۵۰ درگذشت.
برادرش جواد بوشهری نیز همچون او بازرگان و سرمایه‌دار بود و در دوران محمدرضا پهلوی به وزارت راه، کشاورزی و پست و تلگراف رسید.